# Guerra di successione bretone

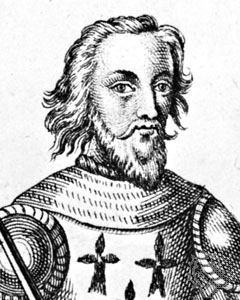
Carlo di Blois

La guerra di successione bretone (1341-1364) - o guerra delle due Giovanne - fu uno dei conflitti secondari che ebbero luogo nel corso della guerra dei cent'anni.

## Premesse

### Il problema della successione
Il 30 aprile 1341, morì il duca Giovanni III di Bretagna. Malgrado i tre matrimoni con Isabella di Valois, Isabella di Castiglia e Giovanna di Savoia, il sovrano non lasciò nessun figlio e non aveva mai provveduto a decidere di designare uno dei due papabili candidati alla successione, Giovanna di Penthièvre, sua nipote (figlia del fratello Guido di Penthièvre), maritatasi con Carlo di Blois, parente del Re di Francia, e Giovanni di Bretagna, conte di Montfort-L'Amaury, figlio di Arturo II di Bretagna e di Iolanda di Dreux.
```
Giovanni II di Bretagna
 (1239-1305)
= 
Beatrice d'Inghilterra

│
└── 
Arturo II di Bretagna
 (1262–1312)
    = Maria di Limoges
    │
    ├── 
Giovanni III di Bretagna
 (1286–1341)
    │   = Isabella di Valois
    │   = 
Isabella di Castiglia (1283-1328)

    │   = Giovanna di Savoia
    │
    ├── 
Guido
, conte di Penthièvre (1287–1331)
    │   = 
Jeanne d'Avaugour
 (1300-1327)
    │   │
    │   └── 
Giovanna di Penthièvre
 (1319-1384)
    │
    └── Pietro (1289–1312)
```

```
    = Iolanda di Dreux
    │
    └── 
Giovanni IV di Bretagna
 (1295-1345)
        = 
Giovanna di Fiandra
 (1295-1274)
        │
        ├── 
Giovanni V di Bretagna
 (1339–1399)
        │
        └── 
Giovanna
 (1341-1399)
```

### Le alleanze
Carlo di Blois era nipote del nuovo re di Francia Filippo VI di Valois, scelto dai pari contro le pretese di Edoardo III d'Inghilterra, in virtù della legge salica. Egli, inoltre, ereditò i diritti sul ducato di Bretagna dalla casata dei Penthièvre.

Di contro, Edoardo III si avvicinò ai Montfort che sapeva in contrasto col Valois. L'accordo fu suggellato col trasferimento della contea di Richemont, già feudo inglese, al patrimonio del pretendente alla carica ducale.

### La sentenza di Parigi
I concorrenti non si intentarono una causa giudiziaria, ma si presentarono entrambi a Parigi per rendere omaggio a re Filippo (il duca della penisola, infatti, dal 1297, era considerato un pari del Regno). Le differenze nel trattamento dei due ospiti fecero intendere che il favore del sovrano andava interamente a Carlo di Blois, rendendo la situazione paradossale, poiché il diritto di questo si fondava sulla successione in linea femminile, riconosciuta dal diritto bretone, ma non in Francia, tanto che Giovanni di Montfort si appellò alla legge salica, a cui il Re doveva tanto.
Avendo capito che la situazione giovava a Carlo, che avrebbe di certo ricevuto a breve l'investitura ufficiale, Giovanni lasciò in fretta Parigi e, entrato a Nantes, prese in fretta il controllo della principale città del ducato, poi si precipitò a Limoges, di cui Giovanni III era visconte, per recuperare il tesoro ducale che vi era deposto.
Ritornato a Nantes, riunì, nel maggio 1341, un'assemblea del clero e dei nobili, ma molti dei signori e degli ecclesiastici non si presentarono. Nei due mesi che seguirono, effettuò una grande cavalcata nel suo ducato per assicurarsi il controllo delle piazzeforti ed occupò una ventina di esse. Infine, si presentò ad Edoardo III per farsi offrire aiuto militare e farsi riconoscere conte di Richmond.

## La condanna francese
Infine, Giovanni di Montfort fu convocato a Parigi dall'assemblea dei pari di Francia. I suoi contatti con l'Inghilterra gli furono rinfacciati assieme al suo tentativo di forzare la mano al Re. L'aspirante duca, però, si circondò di giuristi francesi, invocò l'applicazione della legge salica (sebbene non presente nel diritto bretone) e domandò l'arbitrato del Consiglio dei Pari.
Il Re si espresse a favore del nipote Carlo di Blois ed il Montfort finì per doversi allontanare dalla capitale. Inoltre, il 7 settembre 1341 Filippo VI accettò l'omaggio di Carlo di Blois e confiscò al rivale tutti i feudi francesi.

## La guerra
La guerra, interrotta da tregue, si sviluppò in tre fasi: fine 1341 - gennaio 1343, 1345-1362 e 1362-1364.

### La prima fase (1341-1343)
Carlo di Blois ed il suo alleato, Giovanni di Normandia - il futuro Giovanni II di Francia - raccolsero un esercito ed invasero la Bretagna. Dopo due settimane d'assedio, presero Nantes e catturarono Giovanni di Montfort, facendosi velocemente riconoscere sovrani dalle città. In seguito, durante l'inverno, il duca di Normandia avviò una campagna contro i sostenitori della fazione nemica, ma senza successi definitivi. Al contrario, Giovanna di Fiandra, sposa del Montfort, rianimò la resistenza dei partigiani dello sconfitto.
A fine novembre 1342, Edoardo III sbarcò con il proprio esercito a Brest ed assediò Vannes. I francesi, che lo attendevano a Calais ed avevano ritirato le proprie truppe dal ducato confidando nelle vittorie del loro sostenuto, raccolsero un'armata per fargli fronte, ma il 19 gennaio 1343 fu siglata una tregua (tregua di Malestroit, alla cui stipula contribuì il legato pontificio ad hoc, cardinale Pierre des Prés). Di fatto gli inglesi occuparono le piazzeforti ancora del Montfort ed una loro grande guarnigione fu posta a Brest. Vannes, al contrario, fu presa in affidamento dal Papa.

### La seconda fase: lo status quo

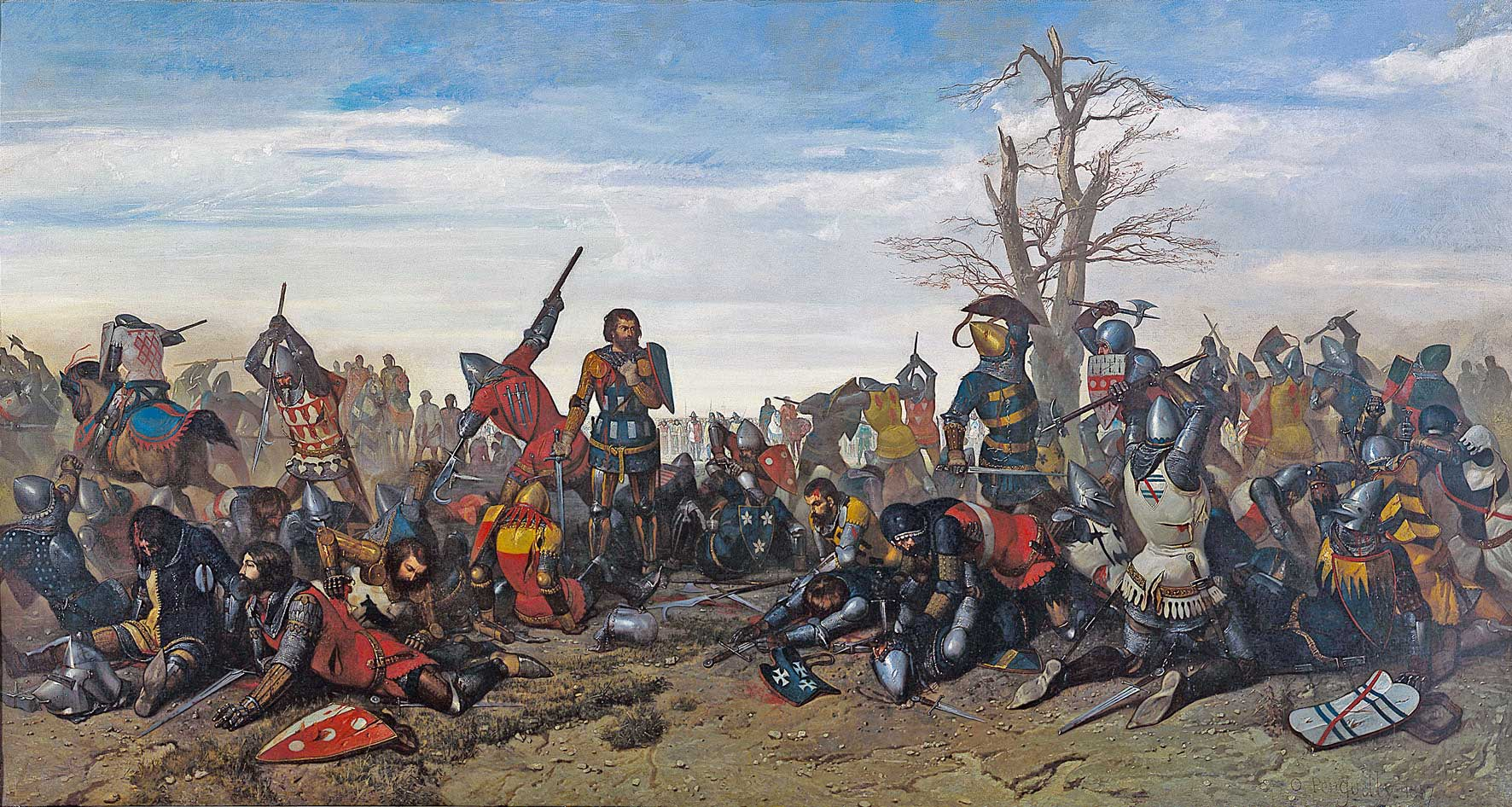
Penguilly l'Haridon : Le Combat des Trente

Giovanni di Montfort fu liberato il 1º settembre 1343 e, aiutato dagli inglesi, riprese il controllo di Vannes. Carlo di Blois assediò Quimper nel 1344 per isolare lui ed i suoi alleati inglesi. La presa della città fu sanguinosa: 2000 civili furono uccisi. Il Montfort morì nel 1345 senza che suo figlio avesse ancora raggiunto la maggiore età per governare.
Il conflitto anglo-francese presto si spostò verso il Nord e la Normandia. La sconfitta francese di Crécy nel 1346 e la cattura del Re nella battaglia di Poitiers finirono per neutralizzare la monarchia dei Valois e riportare la situazione bretone allo status quo, con gli inglesi a Brest, Quimper e Vannes. Carlo di Blois, a sua volta, controllava il resto del ducato. In questa fase ebbe luogo il Combattimento dei Trenta, dove si opposero 31 cavalieri del fronte del duca ad altrettanti dello schieramento nemico. Lo scontro, tenutosi il 26 marzo 1351, si concluse con la vittoria degli uomini del Blois, comandati da Jean de Beaumanoir.

### La terza fase

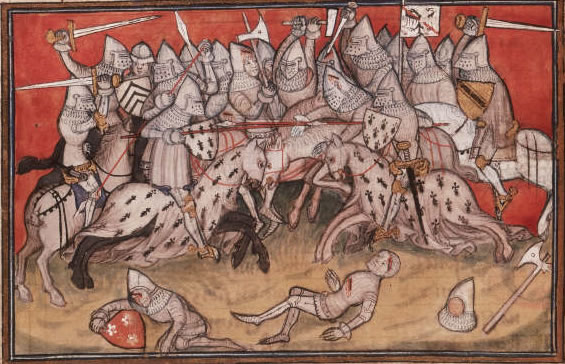
Bataille d'Auray 1364

Lo stesso anno della propria incoronazione, il nuovo re Carlo V riprese le ostilità, ma nel settembre 1364 Giovanni di Montfort ed il suo alleato inglese John Chandos vinsero Carlo di Blois e Bertrand du Guesclin nella battaglia di Auray. Lo scontro demarcò la fine del lungo conflitto e la pace fu siglata nel 1365 col primo trattato di Guérande.
L'accordo imponeva Giovanni di Montfort come duca legittimo, ma non rifiutava in toto le pretese dei Penthièvre, poiché stabiliva anche le regole precise per la successione al titolo ducale:
- il ducato sarebbe stato trasmesso nella famiglia dei Montfort solo per linea maschile;
- in caso di assenza di un erede maschio in tale casata, il feudo sarebbe passato alla famiglia dei Penthièvre.

### La risoluzione del conflitto
Giovanni IV, che sposò prima una sorella e poi una nuora del Principe Nero, fu uno stretto alleato degli inglesi e quindi un acerrimo nemico di Carlo V che incominciò una paziente riconquista delle terre perdute nella guerra contro gli inglesi. Una volta eliminata la presenza inglese continentale a qualche piazzaforte, il sovrano riprese la guerra contro il Montfort confiscando il ducato di Bretagna (1378). Il duca, tuttavia, sostenuto dalla popolazione e dal desiderio d'indipendenza dei nobili, mantenne di fatto il potere.
Giovanni IV ebbe, invece, rapporti migliori con Carlo VI di Francia ed il reggente Filippo l'Ardito e poté governare in pace il proprio dominio. Dovette, tuttavia, fare i conti con la rivolta di Olivier V de Clisson. Poté riottenere dagli inglesi Brest nel 1397.
Il secondo trattato di Guerande fu siglato il 4 agosto 1381 e con esso fu riconosciuta la sovranità del duca sulla Bretagna in cambio dell'omaggio di questi al Re di Francia, del versamento di un'indennità e dell'espulsione dei consiglieri inglesi.